# Gustav Ecke
Gustav Emil Wilhelm Ecke (13 de junio de 1896 – 17 de diciembre de 1971) fue un historiador del arte alemán, y posteriormente nacionalizado como estadounidense, especialmente conocido por su libro Chinese Domestic Furniture (Mobiliario doméstico chino), publicado por primera vez en China durante la guerra, en 1944. El libro presentó la estética de una forma de arte ignorada hasta entonces por académicos y entendidos y describió las técnicas de construcción para los fabricantes de mobiliarios.[1]  Fue el primer libro en cualquier lengua sobre mueble antiguo chino.[2]

## Biografía
Ecke nació en Bonn, Alemania, uno de los centros del expresionismo alemán y delconstructivismo ruso. Su padre, llamado también Gustav Ecke (1855 – 1920) era profesor de teología en la Universidad de Bonn.[3] Ecke escribió su doctoral tesis sobre el Surrealismo francés en 1922, y aceptó una oferta para ser Profesor de Filosofía europea en la Universidad de Amoy en Fujian en 1923. Tras pasar allí cinco años, se trasladó a la Universidad Tsinghua en Beijing. Durante una breve estancia de vuelta en París, para realizar una investigación, se sintió intimidado por el avance del fascismo y regresó a China. Enseñó en la Universidad de Fujen (Universidad católica) y trabajó como investigador en el Instituto Nacional de Arquitectura, ambos en Beijing. Fue uno  de los editores fundadores de la revista científica Monumenta Serica. En 1945 se casó con la artista y académica Tseng Yu-ho. La pareja se mudó de China a Hawái en 1949. Fue el responsable de Arte asiático del Museo de Arte de Honolulu hasta su muerte en 1971.[4]

## Carrera académica
Poco después de llegar a China, a comienzos de la década de 1920, Ecke centró su atención en la historia de la arquitectura china. Dado que se conservaban pocas estructuras de madera, en un primer momento se dedicó a fotografiar y registrar edificios de piedra en Fujian, lugar en el que enseñaba en aquel momento. Tras mudarse a Pekín,  investigó tantas pagodas de piedra como pudo encontrar en las cercanas Hebei y Shandong, antes del estallido de la guerra en 1937. Su libro Twin Pagodas of Zatyon, publicado por el Harvard-Yenching Institute en 1935, y sus artículos en Monumenta Serica, recogen algunos de sus hallazgos, pero ni remotamente todos.[4]
En Pekín, se unió a un grupo de residentes extranjeros, como George Kates, Laurence Sickman y la fotógrafa alemana Hedda Morrison, que fueron los primeros en recoger y catalogar mobiliario chino clásico. Muy pocos estudiosos chinos se habían ocupado de este asunto, mientras que los coleccionistas chinos solo mostraban interés por piezas de decoración lacadas y labradas. El duro periodo que sobrevino durante la década de 1920 y 1930 obligó a muchas familias a vender sus mejores piezas, y muchas se perdieron o incluso quemadas como combustible. Ecke y Sickman recorrieron andando o en burro muchas partes de China en búsqueda de arquitectura y mobiliario.[4] El gusto estético de Ecke había sido modelado por el movimiento Bauhaus y su exigencia de belleza útil en la Alemania de su juventud. Un historiador del arte ha señalado que se sentía “naturalmente atraído por las formas geométricas mínimamente decoradas y la belleza sutil de lo que ha dado en llamarse mobiliario de estilo Ming o mobiliario chino clásico”, es decir, piezas de madera en "estilo Ming", aunque se trate, necesariamente, de mobiliario hecho durante la dinastía Ming. Estos estudiosos extranjeros escribieron los primeros libros sobre lo que se ha dado en llamar "mobiliario clásico chino"[5].
Ecke tuvo que enfrentarse a importantes problemas para llevar a cabo su investigación durante el periodo de guerra. Había pocos trabajos de referencia sobre los que apoyarse, poco dinero para financiar la investigación, los desplazamientos eran peligrosos y escaseaban los materiales de imprenta. Ecke desmontó y midió los muebles de su propia colección para ofrecer detallados dibujos de su construcción. Mediante fotografías, algunas de ellas a toda página, y mediante dibujos del Profesor Yang Yue, colaborador de Ecke, mostró cómo se construían camas, sillas, mesas, armarios, muebles para sostener aguamaniles, percheros y otros elementos domésticos.[4] El libro Chinese Domestic Furniture in Photographs and Measured Drawings se publicó en una edición limitada de 200 copias en Pekín en 1944, y fue posteriormente reimpreso como libro normal por Tuttle en 1962 y por Dover Publications en 1985. De acuerdo con la Kirkus Review el libro tuvo una gran influencia por la elección de su tema y por la forma de tratarlo. El estilo clásico de mobiliario comenzó a dominar los gustos de los coleccionistas americanos después de la guerra en parte debido a esta influencia de la Bauhaus introducida por Ecke y otros académicos.[2]
El último libro de Ecke, Chinese Painting in Hawai'i, escrito con su mujer, a juicio de un autor, fue mucho más que un catálogo de los depósitos de los museos, constituyendo lo que otro comentarista llamó un “trabajo monumental” y una “introducción al estudio de pintura china” en sí mismo[3].
En 1991, el Primer Simposio Internacional sobre Mobiliario Doméstico chino Ming tuvo lugar en Pekín, en memoria de Ecke.[6]

## Publicaciones
- Ecke, Gustav and Paul Demiéville (1935). The twin pagodas of Zayton; a study of later Buddhist sculpture in China. Cambridge, MA: Harvard University Press.

- Ecke,, Gustav (1944). Chinese domestic furniture. Peking: H. Vetch.

- Ecke, Gustav (1965). Chinese painting in Hawaii, in the Honolulu Academy of Arts and in private collections. Honolulu: University Academy of Arts.

- Ecke, Gustav (1962). Chinese domestic furniture. Rutland, Vt: C.E.Tuttle Co. ISBN 0804800987.

- Ecke, Gustav (1986). Chinese domestic furniture in photographs and measured drawings. New YHork: Dover Publications. ISBN 0486251713.